# سیارک ۱۱۶۰۰
سیارک ۱۱۶۰۰ (به انگلیسی: 11600 Cipolla، نامگذاری:1995SQ2) یازده هزار و ششصدمین سیارک کشف شده‌است که در ۲۶ سپتامبر ۱۹۹۵ کشف شد.
قدر مطلق سیارک برابر ۱۵٫۰۰ است.